# 14-BISat
O 14-BISat é um nanossatélite brasileiro, ele é um CubeSat 2U que está sendo desenvolvido pelo Instituto Federal Fluminense (IFF) em parceria com a Universidade do Porto e a empresa Tekever, ambas de Portugal. O IFF é o representante brasileiro entre 50 Universidades de 28 Países que formarão a rede de 50 nanossatélites do Projeto QB50. O lançamento do satélite aparentemente foi cancelado.

## Projeto
O 14-BISat está sendo projetado e construído no Centro de Referência em Sistemas Embarcados e Aeroespaciais (CRSEA), do IFF, estando sob a coordenação dos Professores Cedric Salotto Cordeiro e Rogério Atem, que trabalha em parceria com a Faculdade de Engenharia da Universidade do Porto (FEUP), de Portugal, com quem tem Acordo de Cooperação Técnica, firmado em 2014 e com a Empresa portuguesa Tekever. O satélite foi nomeado em homenagem à aeronave de Santos Dumont, para o Projeto QB50 ele será o BR1. Ele também servirá para efetuar testes de equipamentos inovadores.
Esta unidade do IFF foi criada no ano de 2012, com apoio da Secretaria de Educação Profissional e Tecnológica do Ministério da Educação (Setec/MEC), que também financia o Projeto do satélite 14-BISat, que também conta com o apoio da Agência Espacial Brasileira (AEB).
O 14-BISat participa da missão espacial multinacional QB50 que é uma missão científica, criada pelo Von Karman Institute, localizado em Bruxelas, na Bélgica, que visa o lançamento de uma constelação de 50 CubeSat para estudar a baixa termosfera (90-320 km). O lançamento deste projeto está previsto para o primeiro semestre de 2015, com participação de equipes de diversos países do mundo.
A equipe braso-lusitana está atualmente desenvolvendo um sistema de comunicação, o GAMANET, que vai a bordo de vários satélites do QB50 e que permitirá a formação de uma rede auto configurável no espaço. Para a recepção dos dados dessa rede e de futuras missões que o Brasil possa vir a participar, será estabelecida uma rede de estações terrestres distribuídas pelo território brasileiro, sendo seis delas, novas, a serem implantadas em Institutos Federais e outras quatro já existentes. O objetivo dessa rede é facilitar o desenvolvimento de estudos e pesquisas na área espacial por meio de telecomunicações integradas, permitindo uma cobertura de aquisição e transmissão de dados muito maior do que de estações operando isoladamente.
Em 2017, o 14-BISat muda de missão, e tem o seu lançamento adiado para 2019, e posteriormente, foi aparentemente cancelado.